# Schau Gottes
Die Schau Gottes (arabisch رؤية الله, DMG ruʾyat Allāh) ist eine der dogmatischen Fragen, die intensiv unter den islamischen Kalām-Schulen debattiert wurde. In dieser Debatte gelten die Sunniten als Befürworter der Möglichkeit einer Sicht auf Gott im Jenseits, während sich die Muʿtaziliten gegen die Vorstellung der Sichtbarkeit Gottes positionierten. Die Mutakallimūn aus beiden Schulen argumentierten dabei mit koranischen Aussagen sowie philosophischen Konzepten. Deswegen wurde die Schau Gottes sowohl in den Kalām-Büchern als auch in den Korankommentaren der beiden Parteien thematisiert. Auch die arabische Grammatik spielte in der Auseinandersetzung eine große Rolle.

## Ursprung der Idee und mögliche Einflüsse anderer Religionen
Die Schau Gottes ist Tuft zufolge in der islamischen theologischen Literatur zum ersten Mal in der Waṣīyat Abī Ḥanīfa („Rat des Abū Hanīfa“) thematisiert worden. Hierbei handelt es sich um eine Bekenntnisschrift, die Abū Hanīfa zugeschrieben wird. Allerdings wird die Schau Gottes hier als liqāʾ Allāh („Begegnung Gottes“) bezeichnet. Ebenfalls sei die Schau Gottes an zwei Stellen in Abū Hanīfas Bekenntnisschrift al-Fiqh al-akbar und Ibn Hanbals ar-Radd ʿalā l-Ǧahmīya wa-z-zanādiqa zu finden. Tuft betont, dass die Vorstellung der Gottesschau ihren Ursprung zwar im Koran hat, ist aber überzeugt, dass erst die Expansion und des islamischen Staates und die Existenz von drei anderen Religionen neben dem Islam in diesem Staat, nämlich Christentum, Judentum und Zoroastrismus, dazu geführt hätten, dass sich solche Ideen wie Gottesschau in das islamische Denken eingefügt hätten.
Tuft sieht eine große Ähnlichkeit zwischen den Erzählungen in den Hadithen über die Himmelfahrt Muhammads und den Darstellungen von Bestrafungen, Hölle und Garten in Ardā Wīrāz Nāmag („Dem Buch des Ardā Wīrāz“). Nach Tuft ist dieser Text vor der islamischen Eroberung Persiens im siebten Jahrhundert verfasst worden. Er schloss daraus, dass die islamische Theologie von diesem Text beeinflusst worden sei. Mit Bezug auf die Gottesschau schrieb er, dass Ardā Wīrāz (die Hauptfigur) am Ende seiner Reise durch das Paradies zum Thron von Ahūrā Mazdā („Herr der Weisheit“) geführt worden sei und vor seiner Rückkehr zur Erde eine tiefe Verbundenheit mit dem Gott des Lichtes gefühlt habe. Aus dieser Erzählung wird für Tüft der Einfluss des Ardā Wīrāz Nāmag auf die Himmelfahrt-Hadithe deutlich. Allerdings hat das Ardā Wīrāz Nāmag nach dem Iranisten Philippe Gignoux seine endgültige Form erst zwischen dem 9. und 10. Jahrhundert nach einer Reihe von Redaktionen erhalten. Des Weiteren meinte Tuft, dass der jüdische Einfluss auf den frühen islamischen Glauben groß gewesen sei, insbesondere auf die Hadithe. Eine Ähnlichkeit zur Gottesschau im Islam, so erklärt er, gebe es im Henochbuch, in dem die Schau Gottes im 14. Kapitel geschildert werde. Der christliche Einfluss sei hingegen gering gewesen.

## Positionen der verschiedenen Lehrrichtungen zu der Frage
Die Frage, ob es dem Menschen vergönnt ist, Gott zu schauen, war schon im frühen Islam umstritten. Frühe Koranexegeten wie Mudschāhid ibn Dschabr und al-Hasan al-Basrī sollen die visuelle Gottesschau (ruʾyat Allāh bi-l-abṣār) abgelehnt haben. Demgegenüber wurde die Gottesschau von all denjenigen Muslimen verteidigt, für die das Paradies eine große Bedeutung hat, wie z. B. Mystikern und Glaubenskämpfern an der Grenze zu Byzanz und in Ostiran. Bei ihnen breitete sich die Vorstellung aus.
Die Möglichkeit der Gottesschau wurde später zu einem wichtigen Streitpunkt zwischen den verschiedenen theologischen Schulen des Islams. Während die Sunniten der verschiedenen theologischen Richtungen (Hanbaliten, Kullābiten, Aschʿariten, Karrāmiten und Māturīditen) diese für möglich halten, wurde das Konzept von den Dschahmiten, den Muʿtaziliten, den Charidschiten, den Zaiditen und der Mehrheit der Murdschiiten abgelehnt. Bei den imamitischen Schiiten hielten die frühesten Theologen wie Hischām ibn al-Hakam, die einer korporealistischen Gottesauffassung anhingen, die Gottesschau für möglich, während spätere Theologen wie al-Kulainī und Ibn Bābawaih sie ablehnten. Dasselbe gilt für die Ibaditen, die nach Eduard Sachau alle Muslime, „welche die Deutung zulassen, dass die Seligen im Jenseits Gott schauen“, für Ketzer halten.

## In der Debatte herangezogene Vernunftargumente

### Vernunftargumente für die Möglichkeit der Gottesschau

#### Der Existenzbeweis
Der erste islamische Theologe, der die Existenz Gottes als Beweis für die Möglichkeit der Gottesschau eingeführt habe, sei jedoch Abū l-Hasan al-Aschʿarī (gest. 935). Dieser Beweis besagt, dass alles, was existiert, gesehen werden könne. Nur die Schau des Nichtexistenten (maʿdūm) sei undenkbar. Da Gott existiere, könne er folglich gesehen werden.
Dieses Argument war allerdings so kontrovers, dass es sogar von den Verfechtern der Gottesschau kritisiert wurde. Von den Aschʿariten selbst erhob Fachr ad-Dīn ar-Rāzī (gest. 1209) gegen dieses Argument zwölf Einwände. Nachdem er dieses Argument in seinem Kitāb al-Arbaʿīn fī usūl ad-dīn („Das Buch der Vierzig in Grundlagen der Religion“) erwähnt hatte, präsentierte er seine Einwände in Form von Fragen. Er erwähnte auch, dass er nicht in der Lage sei, diese Fragen selbst zu beantworten, und jeder, der theologisch dazu fähig sei, Antworten auf diese Fragen zu liefern, dieses Argument als Beweis für die Schau Gottes verwenden könne.
Ein weiterer sunnitischer Gelehrter, der das Existenz-Argument widerlegte, welches al-Aschʿarī als Grundlage und Ursache der Sichtbarkeit Gottes festgelegt hat, ist Ibn Taimīya (gest. 1328). Er meinte, dass die Argumentation derjenigen Theologen, die für die Möglichkeit der Sichtbarkeit Gottes sind, entweder darauf basiere, dass Gott existiere oder dass er durch sich selbst bestehend (qāʾimun bi-nafsihi) sei. Da Gott, so sein Argument, das durch sich selbst notwendig Existierende (wāǧib al-wuǧūd) sei, dessen Eigenschaften vollkommen seien, sei es denkbar, dass Gott sogar im Diesseits gesehen werden könne. Was die Frage betreffe, warum Menschen ihn dann nicht im Diesseits sehen können, obwohl diese Bedingungen erfüllt seien, so liege das daran, dass Menschen im Diesseits begrenzte Fähigkeiten besitzen. Der Mensch sei, so argumentiert er weiter, nicht vollkommen in seinen Eigenschaften, so dass er zum Beispiel nicht die Fähigkeit habe, hohe Frequenzen zu hören. Der Grund dafür sei nicht, dass diese nicht hörbar seien, sondern aufgrund der Unfähigkeit der Menschen im Allgemeinen, sie überhaupt zu hören.

#### Gottes Selbstwahrnehmung
Al-Aschʿarī argumentierte außerdem, dass die Wahrnehmbarkeit eines Dinges (šaiʾ) weder auf seiner räumlichen Begrenzung beruhe, noch darauf, dass es Substanz oder Akzidens sei, sondern ein Ding dann sichtbar sei, wenn Gott es sichtbar mache, unabhängig von physikalischen Abläufen. In dieser Hinsicht sei es auch möglich, dass etwas Körperloses gesehen werde, welches weder Substanz noch Akzidens oder Ähnliches sei, indem Gott es sichtbar mache.
Einen weiteren Beweis leitete al-Aschʿarī aus Sure 20:46 ab: „Gott sagte: Habt keine Angst! Ich bin mit euch und höre und sehe.“ Daraus schloss er, dass Gott andere Geschöpfe sehe, welche die Menschen ebenfalls sehen können. Wenn Gott die Dinge (ašyāʾ) sehe, könne er auch sich selbst sehen und sich den Menschen zeigen. Gegen dieses Argument wandte der Muʿtazilit Mankdīm ein, dass in diesem Fall Warum sieht Gott aber auch die nichtexistenten Dinge (al-maʿdūmāt) sehen können müsse, was aber nicht der Fall sei. Genauso wie die die Sichtbarkeit eines Nichtexistenten undenkbar sei, sei es auch nicht möglich, den Anfangsewige (al-qadīm) d. h. Gott zu sehen.

#### Die vollständige Offenbarung
Der aschʿaritische Gelehrte al-Ghazālī (gest. 1111) führt in seiner dogmatischen Abhandlung al-Iqtiṣād fī l-iʿtiqād („Das rechte Maß in der Glaubenslehre“) einen weiteren Beweis für die Schau Gottes an. Zunächst betont er, dass es undenkbar sei, dass Gott so gesehen werden könne, wie beispielsweise Körper (aǧsām) und Farben (alwān). Dann versucht er die Gottesschau genau zu definieren und schreibt, dass die Schau ein Erfassen (idrāk) und ein Übermaß an Enthüllung (kašf) sei. Er unterscheidet aber zwischen zwei Arten von Erfassen: Ersteres ist das Erfassen eines Bildes in der eigenen Vorstellung (ḫayāl), zweiteres ein vollständigeres Erfassen des Bildes in der Realität. Das letztere bezeichnet al-Ghazālī als Schau. Denn nur dadurch werde sich das gedankliche Bild in der Vorstellung enthüllen und damit vollständig sein. Er verdeutlicht dies mit folgendem Beispiel: Wenn sich eine Person mit geschlossenen Augen ein gedankliches Bild von einem Freund mache, danach aber diesen Freund persönlich mit offenen Augen sehe, sei dieses letztere die Enthüllung, die einen höheren Rang als das Erfassen habe, obwohl sich das Bild des Freundes in der Imagination und in der Realität nicht verändert habe. Genauso wüssten die Gläubigen über die Attribute und das Wesen Gottes, doch stellten sie sich diese nicht vor, so al-Ghazālī. Diese Kenntnis sei eine Art von Erfassen wie die Kenntnis über Macht. Denn man kenne Macht, aber habe kein genaues Bild dafür in der eigenen Imagination. Danach stellt er die Frage, ob es undenkbar ist, dass diese Art des Erfassens durch etwas vervollständigt wird, wie die visuelle Wahrnehmung die Imagination vervollständigt. Darauf gibt er selbst die Antwort, dass dies nicht undenkbar sei sowohl für Gott als auch für sein Wesen. Demzufolge sei es möglich, diese Vervollständigung und Offenbarung als Schau Gottes zu bezeichnen, da sie ein Übermaß an Wissen darstelle.
Tuft zufolge liegt die Annahme nahe, dass al-Ghazālī bei dieser Beweisführung von Aristoteles beeinflusst worden sei, insbesondere mit Bezug auf das innere und äußere Erfassen. Nach Āl Hamad haben spätere aschʿaritische Theologen diesen Beweis, der als al-kašf al-bāliġ („vollständige Offenbarung“) bezeichnet wird, übernommen und sind zum Schluss gekommen, dass die Schau Gottes das vollständige Wissen über Gott ist, als würden die Gläubigen Gott mit ihren eigenen Augen sehen.

### Vernunftargumente gegen die Möglichkeit der Gottesschau

#### Die fehlende Gegenständlichkeit
Der Muʿtazilit Mankdīm (gest. 1034) brachte ein logisches Argument gegen die Möglichkeit einer Sicht auf Gott vor, das als Argument der Gegenständlichkeit (dalīl al-muqābala) bezeichnet wird. Zunächst nennt er zwei Bedingungen, die erfüllt sein müssen, damit etwas gesehen werden kann. Erstens müsse der Sehende über ein funktionstüchtiges Sinnesorgan verfügen. Zweitens müsse sich das Gesehene in einer dieser drei Zustände befinden: 1. es steht dem Sehenden gegenüber, 2. es wohnt einem Objekt inne, das dem Sehenden gegenübersteht oder 3. es steht dem Sehenden so gut wie gegenüber (fī-ḥukm al-muqābil). Weil die Gegenständlichkeit und das Innewohnen (ḥulūl) nur für Körper (aǧsām) und Akzidentien (aʿrāḍ) gelte und weil Gott weder ein Körper noch ein Akzidens sei, so argumentiert Mankdīm, könne er für den Sehenden keinen Gegenstand bilden, so dass seine Sichtbarkeit undenkbar sei.
Dann führt Mankdīm selbst mögliche Einwände an, die gegen sein Argument erhoben werden könnten, und widerlegt diese. Zum Beispiel stellt er die Frage: Warum kann ein Lebewesen das nicht sehen, was ihm nicht gegenübersteht, genau wie Gott Menschen sieht, ohne dass sie sich gegenüberstehen? Auf diese Frage gibt er folgende Antwort: Gott als Anfangsewiger sehe im Gegensatz zu Menschen ohne Sinnesorgan (ḥāssa). Ein Sinnesorgan – nämlich das Auge – sei für Menschen eine Bedingung für die visuelle Wahrnehmung.

#### Die fehlenden Sichthindernisse
Ein weiteres rationales Argument, welches die Muʿtaziliten erhoben, findet sich auch bei Mankdīm. Er führt die Unsichtbarkeit eines Objekts auf zwei mögliche Ursachen zurück:
1. Die erste Ursache besteht darin, dass etwas nicht gesehen werden, weil es im Prinzip undenkbar ist, es zu sehen. Dies gelte für Gott als den Anfangsewigen. Denn wenn Gott die Eigenschaft besitze, die ihn sichtbar mache, und es keine Hinderungsgründe (mawāniʿ) gebe, die die Sicht auf ihn verhindern, müsse er im Hier und jetzt gesehen werden. Da wir ihn aber nicht sehen, sei damit bewiesen, dass er nicht sichtbar ist.[26]
2. Die zweite Ursache besteht darin, dass es ein Hindernis dafür gibt, ein Objekt mit den Augen zu sehen. Das Hindernis, welches die Sicht auf Gott verhindern könne, müsse in einem der folgenden sechs Umstände bestehen:
  1. Es gibt einen Vorhang zwischen dem Sehenden und dem Objekt, durch den die Sicht verhindert wird.
  2. Das Objekt hat eine äußerst subtile Beschaffenheit.
  3. Das Objekt hat eine äußerst kleine Beschaffenheit.
  4. Das Objekt ist entweder zu nah oder zu weit entfernt.
  5. Das Objekt befindet sich außerhalb des Blickfeldes des Sehenden.
  6. Das Objekt wohnt einem Substrat (maḥall) inne, welches über eine der oben genannten Eigenschaften verfügt.[27]

Zwei Voraussetzungen müssen also nach Sicht der Muʿtaziliten erfüllt sein, um Gott sehen zu können, nämlich dass der Sehende einen voll funktionstüchtigen Sehsinn besitze und Gott gesehen werden kann. Da diese zwei Bedingungen jetzt schon erfüllt sind und Lebewesen Gott trotzdem nicht sehen können, sei es undenkbar ihn zu sehen.
Der Aschʿarit ar-Rāzī entgegnete darauf, dass diese Hindernisse bzw. Bedingungen einer Sicht auf ein Objekt nur für Körper gelten. Er widerlegte dieses Argument und vertrat die Auffassung, dass es nicht notwendig sei, dass ein Objekt gesehen werden müsse, wenn die Bedingungen erfüllt sind, die die Muʿtaziliten stellten. Seine Ansicht erläutert er anhand folgenden Beispiels: Wenn Lebewesen ein großes Objekt aus der Ferne sehen, gebe es drei mögliche visuelle Wahrnehmungen des Objekts. Die erste Möglichkeit sei, dass der Sehende die gesamten Objektteile visuell wahrnimmt, folglich sei es notwendig, dass er dieses genauso groß sieht, wie es tatsächlich ist. Eine weitere Möglichkeit sei, dass der Sehende aus der Ferne dieses große Objekt gar nicht sehen kann. Die dritte Möglichkeit sei, dass nur Teile dieses Objekts visuell wahrgenommen werden, obwohl es diese von den Muʿtaziliten genannten Hindernisse nicht gebe. In diesem Fall seien alle Objektteile gleich groß und hätten die gleiche Entfernung zum Sehenden, dennoch sehe er nur manche davon. Mit diesem Gegenargument, so ar-Rāzī, solle die Notwendigkeit der Sichtbarkeit eines Objekts zurückgewiesen werden, die eintreten müsse, wenn die genannten Bedingungen erfüllt sind bzw. wenn es keine Hinderungsgründe gebe.

#### Die fehlende Einprägung
Dieses Argument, welches ar-Rāzī als Argument der Prägung (inṭibāʿ) bezeichnet, gibt er in seiner Auseinandersetzung mit der muʿtazilitischen Position zur Schau Gottes wieder. Ihm zufolge postulierten die Muʿtaziliten die Notwendigkeit, dass sich von dem gesehenen Objekt ein Bild im Auge des Sehenden einprägen (tanṭabiʿ ṣūratuhu fī-l-ʿain). Da Gott, so setzt er fort, erhaben darüber sei (munazzah), ein Bild oder Gleichnis zu haben, sei es folglich undenkbar, ihn zu sehen. Dem hielt ar-Rāzī entgegen, dass die Schau in Wirklichkeit eine vollständige Enthüllung (inkišāf) sei, die grundsätzlich vom Gesehenen selbst abhängig sei. Wenn das Gesehene über eine Farbe verfüge, so werde es enthüllt, indem sich seine Farbe zeigt. Falls es frei von Farben sei, so werde es sich auch so offenbaren.

#### Die Notwendigkeit von Farbe und Gestalt
Ein weiteres rationales Argument der Muʿtaziliten gegen die Sichtbarkeit Gottes, das ar-Rāzī anführt, stützt sich darauf, dass alles, was sichtbar ist, notwendigerweise Farbe und Gestalt haben müsse. Daraus, so ar-Rāzī, zogen muʿtazilitische Theologen die Konsequenz, dass Gott nicht sichtbar sein könne, da er über das Annehmen von Farbe und Gestalt erhaben sei. Āl Hamad hielt dem entgegen, dass es einen fundamentalen Unterschied zwischen der Sicht auf Gott und derjenigen auf Geschöpfe gebe, weil es nichts gebe, was Gott gleichkommen würde. Aus diesem Grund sei der Analogieschluss fehlerhaft.

## In der Debatte diskutierte Koranverse

### Sure 6:103
Ein Koranvers, auf den sich die Muʿtaziliten bei ihrer Ablehnung der Schau Gottes beriefen, ist Sure 6:103. Er lautet:

„Die Blicke erreichen ihn nicht, werden aber von ihm erreicht. Und er findet (bei jeder Schwierigkeit) Mittel und Wege und ist (über alles) wohl unterrichtet.“

#### Die Bedeutung vonidrāk
Nach Mankdīm ändert sich die Bedeutung des Wortes „Erreichen“ (idrāk), wenn es alleinstehend oder in Verbindung mit dem Wort „Blicken“ (al-baṣar) vorkommt. So bedeute z. B. der Satz „adrak al-ġulām“: Der Junge hat die Geschlechtsreife erreicht. Aber mit Bezug auf den Blick heiße das „Erreichen“ (idrāk) die Schau (ruʾya), wie es im Vers verneint stehe. Folglich sei es undenkbar, Gott zu erblicken. Ibn Hazm (gest. 1064) argumentiert dagegen, dass idrāk weit über die Sicht hinausgehe und bedeute das völlige Umfassen (al-iḥāṭa). Als Beispiel für diese Deutung führt er den Vers 61 aus Sure 26 an. Dort heißt es:

„Als dann die beiden Haufen einander zu Gesicht bekamen, sagten die Gefährten Moses: Man holt uns ein (fa-lammā tarāʾa l-ǧamʿāni qāla aṣḥābu Mūsā innā la-mudrakūna)“

Laut diesem Koranvers seien Moses Gefährten bereits gesehen worden, jedoch hätten sie gefürchtet, eingeholt (yudrakū) zu werden. Diese Befürchtung habe Mose verneint, wie es im darauffolgenden Vers heißt:

„Aber nein! Auf meiner Seite (w. Mit mir) ist mein Herr. Er wird mich rechtleiten.“

Durch diese zwei Koranverse sei es deutlich, dass idrāk mehr als Sehen (ruʾya) bedeute, denn während sich die zwei Gruppen gegenseitig gesehen hätten, sei bei Moses Gefährten ein Einholen (idrāk) verneint worden.

#### Der Vers als Gotteslob
Ein anderes Argument, das Mankdīm diesem Vers entnimmt, ist, dass Gott hier damit gelobt wird, nicht erblickt werden zu können. Ebenfalls sei der gesamte Kontext der Verse einer des Lobs. Seiner Auslegung nach bestätigen die vorherigen und nachfolgenden Verse, dass es sich hier um Lob in verneinter Form handelt, ähnlich wie in Sure 2:255, wo es heißt „Gott überkommt weder Ermüdung noch Schlaf“. In diesen Fällen würde das Gegenteil einen Mangel in Gott bedeuten.
Ibn Qaiyim al-Dschauzīya (gest. 1350) stimmt zwar zu, dass in diesem Koranvers Lob Gottes ausgedrückt wird, ist jedoch der Ansicht, dass der Vers einen Beweis für die Möglichkeit der Gottesschau darstelle. Denn, so erklärt er, wenn der Vers bedeuten würde, dass Gott nicht gesehen werden könne, wäre dies kein Lob. Vielmehr bestünde hier eine Übereinstimmung zwischen Gott und dem Nichtexistenten (al-maʿdūm), welches ebenfalls nicht gesehen werden könne. Dies widerspreche sowohl der erhabenen Stellung Gottes, welche in diesem Vers zum Ausdruck gebracht worden sei, als auch der Vollkommenheit Gottes. Infolgedessen interpretiert er den Vers so, dass die Sicht auf Gott denkbar sei, er jedoch nicht erfasst werden könne.

### Sure 7:143
Ein Vers, den die Sunniten als Beweis für die Möglichkeit der Sicht auf Gott zitieren, ist Sure 7:143. Diesen Vers betrachten sie in mehrfacher Hinsicht als Beweis für ihre Argumentation. Er lautet:

„Und als Mose zu unserem Termin kam und sein Herr mit ihm sprach, sagte er: Herr! Laß mich sehen, damit ich dich anschaue! Gott (w. Er) sagte: Du wirst mich nicht sehen (lan tarānī). Aber schau den Berg an! Falls er (bei meinem Erscheinen) fest auf seiner Stelle bleibt, wirst du mich sehen. Als nun sein Herr dem Berg erschien, ließ er ihn zu Staub zerfallen. Und Mose fiel (wie) vom Blitzschlag getroffen (bewusstlos) zu Boden. Als er wieder zu sich gekommen war, sagte er: Gepriesen seist du! Ich wende mich (reumütig) dir wieder zu und bin der erste von denen, die glauben.“

#### Moses Bitte
In diesem Vers lässt Gott Mose sagen: „Lass mich sehen (arinī).“ Für at-Taftāzānī (gest. 1390) ist mit dieser Bitte die Möglichkeit der Schau Gottes bewiesen. Er meinte, dass in dem Fall, dass sie undenkbar wäre, Mose aber trotzdem nach ihr verlangt hätte, dies entweder bedeutet hätte, dass Mose bereits gewusst hätte, dass die Gottesschau unmöglich wäre, aber trotzdem um sie gebeten hätte, was aber im Widerspruch zu seinem Prophetentum stehe. Oder er hätte aus Unwissenheit nach der Gottesschau gefragt, was ebenfalls nicht zu seinem Prophetentum passe. Aufgrund von Moses Bitte schloss at-Taftāzānī, dass die Schau denkbar sei.
Gegen dieses Argument hatten nach Mankdīm einige muʿtazilitische Gelehrte eingewandt, dass diese Bitte nicht Mose zuzuordnen sei, sondern seinen Leuten. Dies sei durch einige Koranstellen bewiesen, etwa Sure 4:153. Dort heißt es:

„Die Leute der Schrift verlangen von dir [d.h. dem Propheten Mohammad], daß du ihnen (zur Bestätigung deiner Botschaft) eine Schrift (d.h. einen schriftlichen Beweis) vom Himmel herabkommen lässt. Von Mose haben sie (seinerzeit) noch mehr als das verlangt mit den Worten: Lass uns Gott klar und deutlich sehen!“

Ebenfalls in Sure 2:55 sagten seine Leute ihm:

„Wir werden dir nicht glauben, bis wir Gott klar und deutlich sehen!“

Ein weiterer Koranvers, der Mankdīm in diesem Zusammenhang zitiert, ist 7:155. Hier sagt Mose zu Gott:

„Willst du uns denn zugrunde gehen lassen (zur Strafe) für das, was die Toren unter uns getan haben?“

Diese Koranstellen seien Beweise, dass diese Bitte von Moses Volk kam und nicht von ihm selbst. Auf den hypothetischen Einwand, dass Mose, wenn die Schau Gottes undenkbar wäre, weder für sich selbst noch für seine Leute um sie gebeten hätte, weil er als Prophet nicht darüber unwissend sein könne, antwortet Mankdīm, dass Mose bereits über die Unmöglichkeit der Gottesschau wisse, aber Gott trotzdem darum gebeten habe, damit Gott selbst diese zurückweist, da Mose selbst die Leute davon nicht habe überzeugen können.
Diese Interpretation weist ar-Rāzī mit dem Argument zurück, dass in dem Fall, dass Moses Leute diejenigen gewesen wären, die verlangten, dass Mose ihnen seinen Herrn zeigt, der Vers anders hätte lauten müssen, nämlich so: „Lass sie (dich) sehen“. Die Antwort Gottes hätte notwendigerweise ebenfalls so lauten müssen: „Ihr werdet mich nicht sehen“. Ar-Rāzī argumentiert ebenfalls, dass es notwendig gewesen sei, dass Mose im Falle der Unmöglichkeit der Schau Gottes als Prophet die Frage seiner Leute selbst hätte zurückweisen müssen mit dem Beweis, weshalb er unsichtbar ist. Wenn er dies unterlassen hätte oder nicht in der Lage gewesen wäre, dies zu tun, stünde das im Widerspruch zu der Tatsache, dass er ein Prophet Gottes sei.

#### Die Negationspartikellanin Gottes Antwort
Der muʿtazilitische Koranexeget und Philologe az-Zamachscharī (gest. 1144) entnahm der Negationspartikel lan in Gottes Antwort in Sure 7:143 „Du wirst mich nicht sehen“ (lan tarānī) ein Argument gegen die Möglichkeit der Gottesschau. Er meinte, dass im Gegensatz zur Partikel lā, die eine einfache Negation des darauffolgenden Verbes ausdrücke, die Partikel lan die Negation bekräftige und die Dauerhaftigkeit der Ablehnung ausdrücke. Anhand der Verwendung der Partikel lan könne man erkennen, dass die Gottesschau unmöglich sei.
As-Sābūnī (gest. 1184) vertrat dagegen die Ansicht, dass lan nur die Funktion habe, die Negation zu bekräftigen. Als Beispiel dafür nennt er Sure 19:26, wo es heißt: „Darum werde ich heute mit keinem menschlichen Wesen sprechen. (fa-lan ukallima l-yauma insīyan).“ Hier sei lan mit dem Wort „heute“ verwendet, welches die Dauer beschränke. Dies lasse erkennen, dass die Partikel lan nicht für Dauerhaftigkeit stehen könne, wenn es in Verbindungen mit anderen Wörtern eine begrenzte Zeitbestimmung ausdrückt. Fachr ad-Dīn ar-Rāzī war der Auffassung, dass in dem Fall, dass die Schau Gottes unmöglich wäre, Gott mit „ich bin nicht sichtbar“ (lā urā) auf Moses Bitte hätte antworten müssen. Gottes Antwort: „du wirst mich nicht sehen“ (lan tarānī) lasse jedoch den Schluss zu, dass die Gottesschau möglich sei. Ibn al-Munaiyir (gest. 1284) schrieb in seinem Superkommentar al-Intiṣāf zu az-Zamachscharīs Korankommentar, dass die Partikel lan die Negation bekräftige, jedoch denkbar sei, dass das, welches lan verneint, eintreten könne, wie etwa in Sure 9:83 „Ihr werdet niemals (=lan) mit mir ausziehen“, Sure 11:36 „Niemand (=lan) aus deinem Volk wird gläubig werden“ und Sure 48:15 „Ihr werdet uns nicht (=lan) folgen“. All das, was in diesen Versen mit lan verneint ist, sei denkbar und so auch die Schau Gottes.
Ibn Qaiyim al-Dschauzīya war der Auffassung, dass lan als Negationspartikel für die nahe Zukunft stehe und lā die Partikel sei, die eine dauerhafte Negation ausdrückt. Dies könne mit Versen aus dem Koran belegt werden, wie etwa Sure 2:94-95, wo es heißt: „Wünscht euch den Tod, wenn ihr die Wahrheit sagt! Aber sie werden ihn wegen der früheren Werke ihrer Hände niemals wünschen. (wa-lan yatamannauhu abadan)“ In diesem Koranvers kommt lan („nie“) nicht allein vor, sondern mit dem Wort abadan („für immer“). Beide werden in Parets Übersetzung mit dem Adverb „niemals“ wiedergegeben. Ibn Qaiyim al-Dschauzīya argumentiert, dass in dem Fall, dass lan eine ewige Negation ausdrücken würde, es in Sure 43:77 nicht heißen könnte: „Und sie rufen: Mālik! Dein Herr soll uns (doch) den Garaus machen (so dass wir im Tod Erlösung finden).“ Denn hier hätten sich die betreffenden Menschen danach doch den Tod gewünscht.
Weiterhin argumentierte ar-Rāzī, dass die Schau Gottes an dieser Koranstelle an das Feststehen des Berges geknüpft ist. Da es möglich sei, dass der Berg fest auf seiner Stelle bleibt, sei die Möglichkeit einer Schau auf Gott auch denkbar. Denn etwas, das an eine Bedingung gebunden ist, die eintreten könne, sei denkbar. Az-Zamachscharī war hingegen der Auffassung, dass die Sicht auf Gott hier an eine Bedingung geknüpft sei, deren Eintritt unmöglich sei. Denn der Berg könne nicht an seinem Platz fest bleiben, während Gott ihn zu Staub zerfallen lasse. Daher sei die Sichtbarkeit Gottes undenkbar.

#### Das Sehen Gottes durch den Berg
Ein weiterer Beweis für die Möglichkeit einer Sicht auf Gott in diesem Vers ist nach ar-Rāzī die Aussage: „Als nun sein Herr dem Berg erschien, ließ er ihn zu Staub zerfallen.“ Hierbei argumentiert er auf zweifache Weise. Zum einen meint er, dass das Erscheinen (taǧallī) Gottes über Wissen oder Sehen zustande kommen könne. in diesem Koranvers Sehen oder Wissen. Das Sehen von etwas sei aber vollständiger als das Wissen, und deshalb müsse das Erscheinen in diesem Sinne verstanden werden. Zum anderen argumentiert er, dass mit dem Zerfall des Berges in diesem Vers ausgesagt werden solle, dass Menschen die Schau Gottes nicht ertragen würden, denn der Berg sei trotz seiner im Vergleich zu Menschen höheren Belastungsfähigkeit zerfallen, als er Gott gesehen habe. Letztendlich bedeute das aber auch, dass Gott gesehen werden könne. Zwar könne gegen sein Argument der Einwand vorgebracht werden, dass der Berg eine unbelebte Materie sei und folglich nichts wahrnehmen könne. Auf diesen möglichen Einwand erwiderte er jedoch, dass es nicht unmöglich gewesen sei, dass Gott dem Berg Leben, Verstand und Sicht erschaffen habe, die ihm eine Schau auf Gott ermöglicht hätten. Er stützte sich auf die Koranstelle in Sure 34:10, in der Gott Berge anspreche. Dort heißt es: „Ihr Berge! Singt mit ihm! (d.h. David)“. Solch eine Ansprache Gottes an Berge setze voraus, dass sie über Leben und Verstand verfügen. Dies gelte auch für die Aussage, dass Gott dem Berg erschien. Von daher stehe fest, dass Gott gesehen werden könne.
Für az-Zamachscharī dagegen ist der Zerfall des Berges nicht die Folge der Gotteserscheinung, sondern die der Bitte Moses, so dass er dadurch sehe, dass nur die Frage nach der Sicht auf Gott zum Zerfall des Berges führe. Als Beweis zitiert er die Verse 90 und 91 aus der Sure 19: „die Berge stürzen in sich zusammen“, nur weil „Gott ein Kind zugeschrieben wird“. Da das letztere, so erklärt er, undenkbar sei, sei die Sichtbarkeit Gottes ebenfalls undenkbar.

#### Moses Reaktion als Beweis für die Unsichtbarkeit Gottes
Sure 7:143 dient az-Zamachscharī weiterhin als Stützpunkt für seine Argumentation gegen die Sichtbarkeit Gottes. Er verfasste seine Auslegung dieses Verses so, dass er Moses Aussagen mit eigenen Ergänzungen begründete. Als Folge des Erscheinens Gottes dem Berg, so interpretiert er den Vers weiter, „fiel Mose (wie) vom Blitzschlag getroffen (bewusstlos) zu Boden. Als er wieder zu sich gekommen war, sagte er: Gepriesen seist du!“ Du bist erhaben über die Schau. „ich wende mich (reumütig) dir wieder zu“, nachdem ich dich danach verlangte, dich zu sehen. „Ich bin der erste von denen, die glauben“, dass du nicht sichtbar bist und nicht erfasst werden kannst. Mit dieser Auslegung dessen, was Mose passierte und danach sagte, gilt dieser Vers für az-Zamachscharī als Beweis dafür, dass Gott nicht erblickt werden könne.
Der Schafiit al-Baiḍāwī (gest. 1290), dessen Korankommentar eine überarbeitete und gekürzte Version des Kommentars az-Zamachscharīs meinte, dass Mose sich Gott deswegen zugewendet habe, weil er Gott nach der Schau gefragt habe, ohne davor um Erlaubnis zu bitten. Moses letzte Aussage im Vers ergänzet er folgendermaßen: „Ich bin der erste von denen, die glauben“, dass Gott im Diesseits nicht gesehen werden könne.

### Sure 7:144
Im darauffolgenden Vers Sure 7:144 heißt es:

„Gott sagte: Mose! Ich habe dich durch die Botschaften, die ich dir aufgetragen habe, und dadurch, dass ich (mit dir) gesprochen habe, vor den (anderen) Menschen auserwählt. Nimm nun hin, was ich dir gegeben habe, und sei einer von denen, die dankbar sind!“

In seinem Korankommentar meint ar-Rāzī, dass dieser Vers noch ein weiterer Beweis für dir Möglichkeit einer Sicht auf Gott sei. Denn wäre die Gottesschau undenkbar, wären die Wohltaten Gottes in diesem Vers nicht erwähnt worden, für die sich Mose bedanken müsse. Diese Aufzählung der gewährten Wohltaten sei eine Tröstung für Mose, dessen Bitte, Gott zu sehen, abgelehnt worden sei.

### Sure 10:26
Eine weitere koranische Aussage, auf die sich ar-Rāzī als Beleg für die Möglichkeit der Schau Gottes berief, findet sich in Sure 10:26. Hartmut Bobzin übersetzt sie, wie folgt:

„Denen, die schön handelten, ist Schönstes (ḥusnā) bestimmt – ja, noch mehr (wa-ziyādatun).“

In seinem Korankommentar führt ar-Rāzī einige Verwendungen des Wortes al-ḥusnā aus Koran und Hadithen an, die seiner Ansicht nach belegen, dass hier damit das Paradies gemeint sei. Auch der vorherige Vers 10:25 bestätige die Deutung von al-ḥusnā als Paradies, weil dort von dār as-salām („Haus des Heils“) gesprochen wird. Ar-Rāzī meint, dass es unter den Koranexegeten bekannt sei, dass dies das Paradies sei. Folglich zieht er den Schluss, dass das Mehr (ziyāda) etwas anderes sein müsse, nämlich die Schau auf Gott.

### Sure 42:51
al-Dschurdschānī führt ein weiteres Argument der Muʿtaziliten an, welches sie aus Sure 42:51 zogen. Hier seien die Formen genannt, wie Gott mit Menschen spreche, nämlich „durch Eingebung („waḥy“), oder hinter einem Vorhang, oder indem er einen Boten sendet, der (ihm) dann mit seiner Erlaubnis eingibt.“ Die muʿtazilitische Argumentation beruht sich darauf, dass wenn die Sicht auf Gott nicht eintrete, während er mit Menschen spreche, bestehe keine Möglichkeit, ihn außerhalb davon zu sehen. Auf dieses Argument erwiderte ar-Rāzī, dass mit der Eingebung das gemeint sei, dass etwas schnell gehört wird. Hier sei keine Knüpfung an die Schau Gottes notwendig. Die Bedingungen der Rede Gottes mit Menschen durch Dritte ist für die Gottesschau daher nicht relevant.

### Sure 75:22-23
Als Beweis für die Schau Gottes mit den Augen im Jenseits berufen sich einige Theologen auf die folgende koranische Aussage in Sure 75:22-23: „An jenem Tag wird es strahlende Gesichter (wuǧūhun yaumaʾiḏin nāḍiratun) geben, die auf ihren Herrn schauen (ilā rabbihā nāẓiratun)“. Al-Aschʿarī argumentiert, dass angesichts der Tatsache, dass das Verb naẓara mit dem Wort waǧh (Gesicht) verwendet wird, dies so ausgelegt werden müsse, dass hier das Schauen mit den im Gesicht sich befindenden Augen (bi-l-abṣār) gemeint sei. Die Verse 22 und 23 von Sure 75 sind auch für ar-Rāzī ein Beweis, dass die Gläubigen Gott im Jenseits sehen werden.
Allerdings weist ar-Rāzī darauf hin, dass zwischen den islamischen Theologen umstritten ist, was in diesem Vers mit den Gesichtern, die schauend (nāẓira) sind, gemeint ist. Während manche Theologen und Koranexegeten der Ansicht gewesen seien, dass das Wort nāẓira darauf hindeutet, dass sich die Pupille bzw. das Auge des Sehenden gegenüber dem zu sehenden Objekt befindet, meinten andere, dass damit gemeint sei, dass sich die Pupille eines Sehenden in Richtung des zu sehenden Objekts dreht (taqlīb al-ḥadaqa ilā ǧihat al-marʾī) mit dem Ziel, es zu sehen. Es geht also um den Bedeutungsunterschied zwischen „mit den Augen wahrnehmen, sehen“ auf der einen Seite und „ansehen, anblicken, betrachten“ auf der anderen Seite.
Ar-Rāzī führt in seinem Kitāb al-Arbaʿīn fī usūl ad-dīn Beispiele aus der arabischen Poesie und dem Koran an, die belegen, dass das Verb naẓara Sehen bedeute, wenn es an die Präposition ilā (zu) geknüpft ist. Aus dem Koran zitiert er z. B. aus Sure 7:143 den Passus arinī anẓur ilaika, was Hartmut Bobzin übersetzt mit „Mein Herr! Zeig dich mir, damit ich dich sehen kann.“ Er argumentiert, dass hier die Bedeutung von naẓara nicht das Drehen der Pupille sein könne. Würde man den Vers aber so auslegen, so würde er lauten: Herr! Lass mich sehen, damit ich meine Pupille in deine Richtung drehe. Solche Interpretation hielt er für unmöglich, denn Mose als Prophet müsse wissen, dass Gott sich nicht in einer Richtung (ǧiha) befinde. Ein weiterer Vers soll seine Interpretation stützen, nämlich Sure 88:17 „Sehen sie (d.h. die Ungläubigen) denn nicht die Kamele wie sie geschaffen worden sind“ (a-fa-lā yanẓurūna ilā l-ibili kaifa ḫuliqat). Hier bedeute das Verb naẓara das Erkennen, wie Gott sie geschaffen hat. Dies könne nur durch Sehen entstehen.
Diejenigen, die die Schau Gottes ablehnten, interpretierten das Verb naẓara hier dagegen als „warten auf“. Al-Dschāhiz (gest. 869) zitiert in seiner Schrift ar-Radd ʿalā l-Mušabbiha („Widerlegung der Anthropomorphisten“) die Interpretation des Mudschāhid ibn Dschabr (gest. 722), dass naẓar an dieser Stelle Warten bedeute, also „die auf den Lohn von Gott warten“. Nach Josef van Ess ist bei den Schiiten eine ähnliche Auslegung dieses Koranverses finden.
Der Muʿtazilit ʿAbd al-Dschabbār ibn Ahmad (gest. 1024) interpretierte in diesem Zusammenhang das ilā als Substantiv mit der Bedeutung „Wohltat“. Ilā war nach ihm als die Singularform von ālāʾ („Wohltaten“) zu verstehen. Mit dieser Umdeutung würde der Vers lauten: „An jenem Tag wird es strahlende Gesichter geben, die auf eine Wohltat ihres Herrn warten“. Ar-Rāzī wies diese Umdeutung mit dem Argument zurück, dass der Verskontext eine eintretende Freude verkünde, was mit dem Warten nicht vereinbar sei.

### Sure 76:20
Ein weiteres von ar-Rāzīs Argumenten dafür, dass die Gläubigen Gott im Jenseits sehen werden, ist Sure 76:20, wo es heißt:

„Und wenn du (dich) dort (um)siehst, siehst du (nichts als) Wonne und große Herrlichkeit (wa-ʾiḏā raʾaita ṯamma raʾaita naʿīman wa-mulkan kabīran)“

Ar-Rāzī beruft sich hierbei auf eine andere Lesart, nach der das Wort mulkan in diesem Vers eigentlich malikan („einen König“) zu lesen ist. Dementsprechend wäre der Koranvers zu übersetzen: „Und wenn du (dich) dort (um)siehst, siehst du (nichts als) Wonne und einen großen König.“ Unter den Muslimen, so ar-Rāzī weiter, herrsche ein Konsens darüber, dass mit diesem König nur Gott gemeint sei. Ar-Rāzī war der Ansicht, dass dieser Vers nach dieser Koran-Lesart ein starkes Argument für die Gottesschau darstelle.

### Weitere Verse
Āl Hamad zufolge brachten die Muʿtaziliten weitere Verse gegen die Gottesschau vor. Für sie spreche Gottes Antwort in Sure 25:21 auf die Frage nach einer Sicht auf ihn dafür, dass die Gottesschau undenkbar sei. Der betreffende Koranvers lautet:

„Und diejenigen, die nicht damit rechnen, uns (am Tag des Gerichts) zu begegnen, sagen: Warum sind (denn) keine Engel auf uns herabgesandt worden? Oder warum bekommen wir nicht unseren Herrn zu sehen? Sie bilden sich wahrlich viel ein und sind gar zu ungebärdig.“

Die Tatsache, dass Gott ihre Frage nach der Schau Gottes als Eingebildetheit bezeichnet, soll ebenfalls die muʿtazilitische Argumentation stützen.
Ein weiterer Koranvers, den einige muʿtazilitische Theologen auch für ihre Argumentation zitieren, ist Sure 4:153. Dort heißt es:

„Die Leute der Schrift verlangen von dir, dass du ihnen eine Schrift vom Himmel herabkommen lässt. Von Mose haben sie (seinerzeit) noch mehr als das verlangt mit den Worten: Lass uns Gott klar und deutlich sehen! Da kam für ihre Frevelhaftigkeit der Donnerschlag über sie.“

Nach Āl Hamad sind die muʿtazilitischen Gelehrten der Ansicht, dass die unmittelbare Strafe und die Bezeichnung „Frevelhaftigkeit“ (ẓulm) in diesem Vers ein Beweis dafür sind, dass Gott nicht gesehen werden kann. Die Ablehnung und Bestrafung Gottes in diesen Versen betrachtet al-Bāqillānī (gest. 1013) dagegen nicht als Beweis für die Unmöglichkeit der Gottesschau. Er erklärt sie als Reaktion darauf, wie und warum Moses Leute danach verlangt haben, Gott zu sehen, nämlich aus Zweifel an Moses Prophetie sowie aus Feindseligkeit.
Die islamischen Theologen sind sich nicht nur uneinig darüber, ob Gott gesehen werden kann, sondern auch darüber, wer im Jenseits Gott erblicken wird. Theologen, nach denen alle Menschen Gott im Jenseits sehen werden, verweisen Āl Hamad zufolge auf Sure 84:6. Dieser Vers lautet: „Du Mensch! Du strebst mit all deinem Bemühen deinem Herrn zu, und so wirst du ihm begegnen.“ Das Pronomen „ihm“ stehe hier für Gott, so hätten Koranexegeten, wie at-Tabarī (gest. 923), al-Qurtubī (gest. 1272) und Ibn Kathīr (gest. 1373), diesen Vers ausgelegt. Dies gelte ebenfalls für die Koranverse, die eine Begegnung des Menschen mit Gott erwähnen. Ein weiterer Beweis dafür, dass alle Menschen Gott im Jenseits sehen, sei für Ibn Taimīya Sure 83:15. Dort heiß es: „Nein! Sie sind an jenem Tag vor ihrem Herrn verhüllt.“ Es werde in diesem Vers, so Ibn Taimīya, von den Nicht-Gläubigen gesprochen. Das Wort yaumaʾiḏin (an jenem Tag) deute darauf hin, dass diese Verhüllung nur auf jenen Tag beschränkt sei. Zudem entstehe eine Verhüllung erst nach einer Schau. Aus diesen Koranversen zogen die Vertreter dieser Position den Schluss, dass Gott im Jenseits von allen Menschen gesehen werden könne.

## In der Debatte diskutierte Hadithe

### Der Vollmond-Hadith
Nach Āl Hamad gibt es auch einige Hadithe, die häufig in der Debatte um die Gottesschau herangezogen wurden. Solche Überlieferungen seien aber grundsätzlich im exegetischen Kontext der Koranverse vorgebracht worden, auf die sich Befürworter der Gottesschau berufen hätten. Ein berühmter Hadith sei in al-Buchārīs Hadith-Sammlung zu finden. Nach diesem Hadith soll Mohammed in einer Vollmondnacht seinen Gefährten gesagt haben, dass sie am Tag der Auferstehung ihren Herrn sehen würden, wie sie jetzt den Mond sähen. Bei seiner Schau (fī ruʾyatihī) würden sie aber nicht bedrängt werden.
Muʿtaziliten wie ʿAbd al-Dschabbār waren grundsätzlich sehr kritisch gegenüber Prophetensprüchen bezüglich der Schau Gottes, da sie eine Verähnlichung (tašbīh) Gottes mit der Schöpfung beinhalten. Mit Bezug auf diesen genannten Hadith war er der Überzeugung, dass dieser eine Überlieferung eines Einzelnen (ḫabar aḥād) sei, die man nicht als Beweis für die Gottesschau vorbringen darf. Des Weiteren soll ʿAbd al-Dschabbār argumentierte haben, dass in dem Fall, dass der Hadith authentisch sei, das Wort „Sehen“ als „Erkennen“ verstanden werden müsse. In diesem Fall bedeute Mohammeds Aussage es: „Ihr werden euren Herrn erkennen.“ Zudem gebe es andere Überlieferungen, die diesem Hadith widersprechen. Im Anschluss zitierte ʿAbd al-Dschabbār den von Abū Dharr al-Ghifārī (gest. 652/53) überlieferten Hadith: „Ich habe den Propheten gefragt: Hast du Gott gesehen? Er antwortete: Er ist Licht (nūr). Wie sollte ich ihn sehen?“ Die Antwort des Propheten deutete ʿAbd al-Dschabbār um, in dem er eine Fragepartikel davor setzte, die üblicherweise im gesprochenen Arabisch weggelassen werde, so laute dann die Antwort: „Ist er Licht? (a-nūrun huwa?) Wie kann ich ihn sehen?“ Durch diese Umdeutung zielte er darauf ab, dass der Prophet selbst die Frage merkwürdig gefunden und die Sichtbarkeit Gottes zurückgewiesen haben soll.

### Die Hadithe über Mohammeds Himmelfahrt
Uneinigkeit herrscht auch darüber, ob der Prophet Mohammed während seiner Himmelfahrt Gott sah oder nicht. Laut Āl Hamad ist dieser Meinungsstreit sehr stark in der Hadith-Literatur präsent. ʿAbdallāh ibn ʿAbbās sei der Überzeugung gewesen, dass Mohammed Gott gesehen habe. Dazu habe er auch Hadithe überliefert, die er direkt auf den Propheten zurückführte. Zu denjenigen, auf die Überlieferungen zurückgehen, die die Schau Gottes verneinten, gehöre Aischa bint Abi Bakr.
Āl Hamad ist der Ansicht, dass diese Uneinigkeit ihren Ursprung in der Auslegung von Sure 53:7-11, 13 und 18 sowie Sure 81:23 hat. In diesen Versen steht, dass Mohammed ihn gesehen habe. Die Verfechter der Idee der Gottesschau, so Āl Hamad, sehen in diesem Pronomen „ihn“ einen Verweis auf Gott. Für die Gegner der Schau Gottes deute das Pronomen dagegen auf Gabriel hin. Diese Verse seien im Kontext der Himmelfahrt zu verstehen, zu der es ebenfalls Hadithe gebe, in denen deutlich erwähnt worden sei, dass Mohammed nicht Gott gesehen habe, sondern Gabriel, und zwar in seiner wahren Erscheinung, wie Gott ihn geschaffen habe. Āl Hamad weist darauf hin, dass in anderen Hadithen, in denen von der Schau Gottes durch Mohammed erzählt wird, entweder nur die Schau allein erwähnt wird oder sie auf das Sehen mit dem Herzen (bi-l-qalb) beschränkt wird. Über eine Schau Gottes mit den Augen (bi-l-abṣār) sei nichts überliefert.